# Citipati osmolskae
Il citipati (Citipati osmolskae) era un dinosauro saurischio appartenente ai teropodi. Visse nel Cretaceo superiore (Campaniano, circa 75 milioni di anni fa) e i suoi resti fossili (tra cui numerosi nidi) sono stati ritrovati in Mongolia. È spesso confuso con il più famoso (ma imperfettamente conosciuto) Oviraptor.

## Descrizione

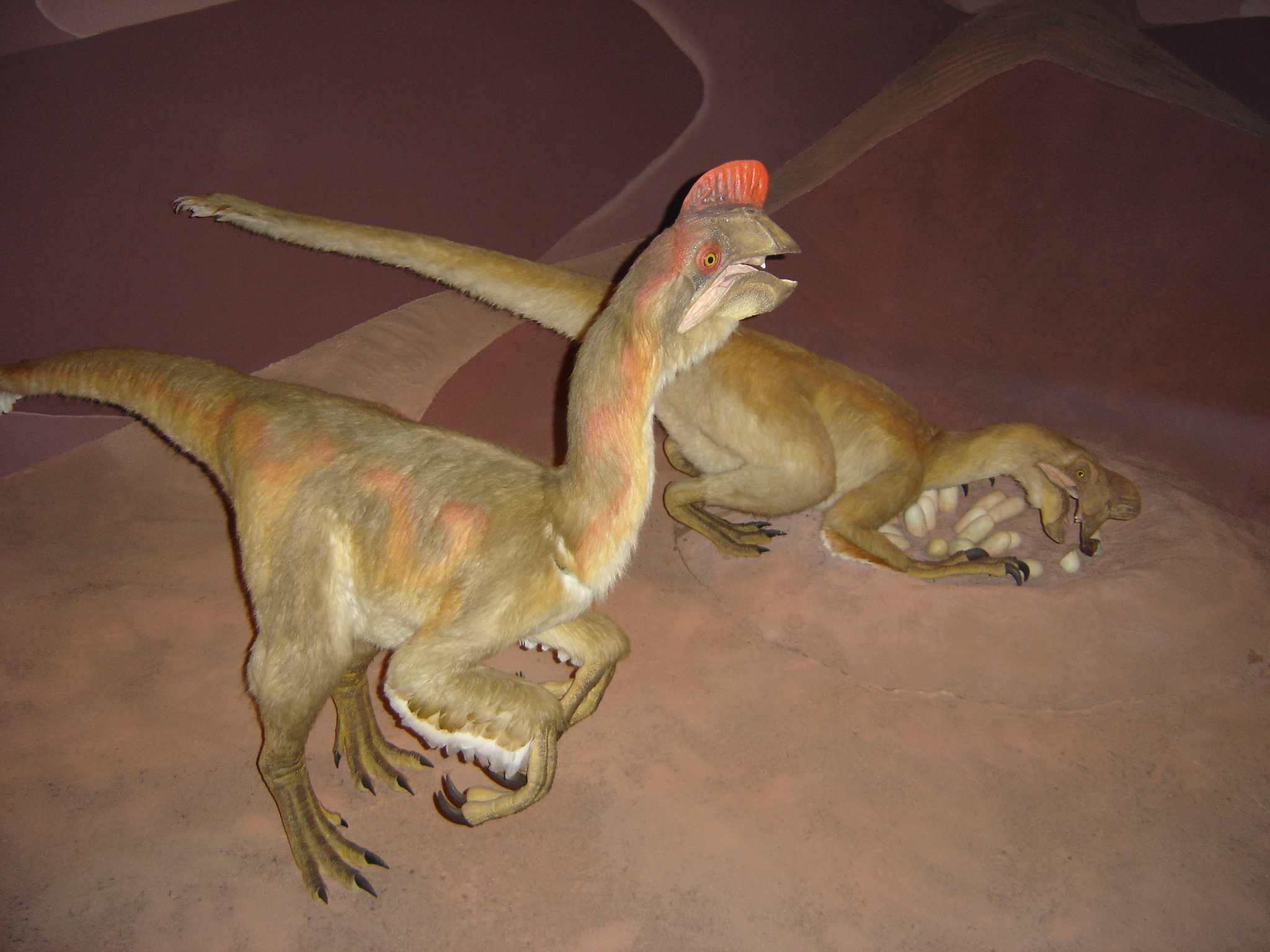
Ricostruzione museale

Questo dinosauro era lungo fino a tre metri, e la sua taglia era simile a quella di un emù attuale. Come gli altri oviraptoridi, anche Citipati possedeva un collo insolitamente lungo e una coda accorciata rispetto agli altri teropodi. Il suo cranio era stranamente corto e altamente pneumatico (ovvero dotato di ampie finestre) e terminava in un robusto becco privo di denti. Forse la caratteristica più distintiva di Citipati era l'alta cresta, superficialmente simile a quella di un casuario. La cresta era piuttosto bassa nella specie tipo (C. osmolskae), con un margine frontale quasi verticale verso il becco; al contrario, la cresta di un esemplare ascritto a un'altra specie non denominata (C. sp.) era più alta, con un bozzo prominente nel margine anteriore, che gli dava un aspetto squadrato.

## Confusione conOviraptor
Il citipati, i cui resti fossili sono stati ritrovati nella formazione Djadokhta in Mongolia, è un tipico rappresentante degli oviraptoridi, un bizzarro gruppo di teropodi le cui strane caratteristiche craniche non permettono nemmeno di chiarire che tipo di alimentazione avessero. Il più famoso di questi dinosauri è Oviraptor.
Dal momento che l'esemplare tipo di Oviraptor comprendeva un cranio fracassato e poco conservato, un altro esemplare è in seguito diventato il fossile su cui si sono basate le migliori ricostruzioni di questo animale, apparendo anche in lavori scientifici sotto il nome di Oviraptor philoceratops. In ogni caso, questa specie dalla cresta alta aveva più in comune con Citipati che con Oviraptor, e potrebbe quindi rappresentare una nuova specie di Citipati o forse un nuovo genere. A complicare ulteriormente le cose, gli esemplari di oviraptoridi fossilizzatisi sul nido hanno ottenuto un'attenzione mediatica notevole sotto il nome di “Oviraptor”, prima di essere riferiti a Citipati. Il fatto che il primo esemplare di Oviraptor fu ritrovato su un nido confuse ancor più la situazione. Attualmente, le illustrazioni più popolari di Oviraptor sono in effetti basate sugli esemplari di Citipati, e il materiale assegnato con certezza a Oviraptor è troppo frammentario per poter essere ricostruito realisticamente.

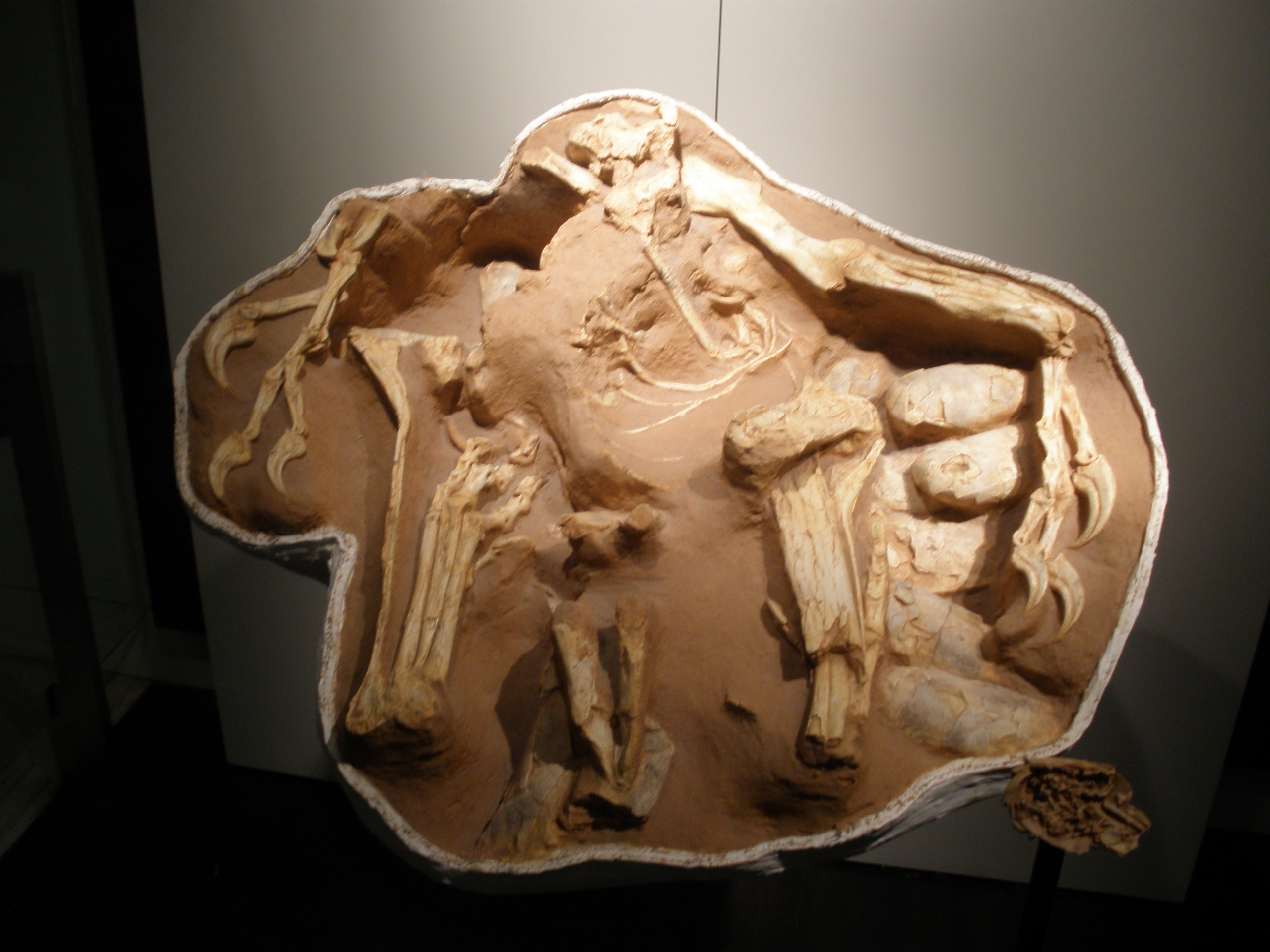
Fossile di Citipati ("Big Mamma") su un nido

## Nidi fossili
Almeno quattro esemplari di Citipati sono stati trovati in posizione di cova; il più famoso di questi esemplari, un grande Citipati soprannominato "Big Mamma", fu pubblicizzato nel 1995 e in seguito descritto nel 1999. Solo nel 2001 venne attribuito al genere Citipati. Tutti gli esemplari nidificanti erano situati sulla cima di un gruppo di uova, con le loro zampe che si alargavano simmetricamente su ciascun lato del nido; le zampe anteriori coprivano l'intero perimetro. Questa postura sul nido è presente oggi solo negli uccelli, ed è un'ulteriore prova della stretta parentela tra uccelli e dinosauri teropodi. La posizione dei fossili di Citipati suggerisce inoltre che questo animale e altri oviraptoridi possedessero zampe anteriori piumate; con le "braccia" allargate sul margine esterno del nido, la maggior parte delle uova non sarebbe stata coperta dal corpo dell'animale se questo non avesse avuto un abbondante rivestimento di piume.
Le uova fossili di dinosauro sono rare, ma quelle di Citipati e in generale degli oviraptoridi sono piuttosto ben conosciute. Oltre ai quattro esemplari nidificanti, sono note dozzine di nidi isolati attribuiti a oviraptoridi nel deserto di Gobi. Le uova di Citipati avevano una forma di ovale allungato (Elongatoolithus) e assomigliano a quelle degli uccelli ratiti attuali (ad esempio gli struzzi) nella struttura del guscio. Nel nido, le uova di Citipati erano di solito disposte in cerchi concentrici (fino a tre spire) e una nidiata completa poteva consistere anche di 22 uova. Le uova di Citipati sono le più grandi tra quelle conosciute per un oviraptoride, con una lunghezza di circa 18 centimetri. Quelle di Oviraptor, invece, erano lunghe fino a 14 centimetri.

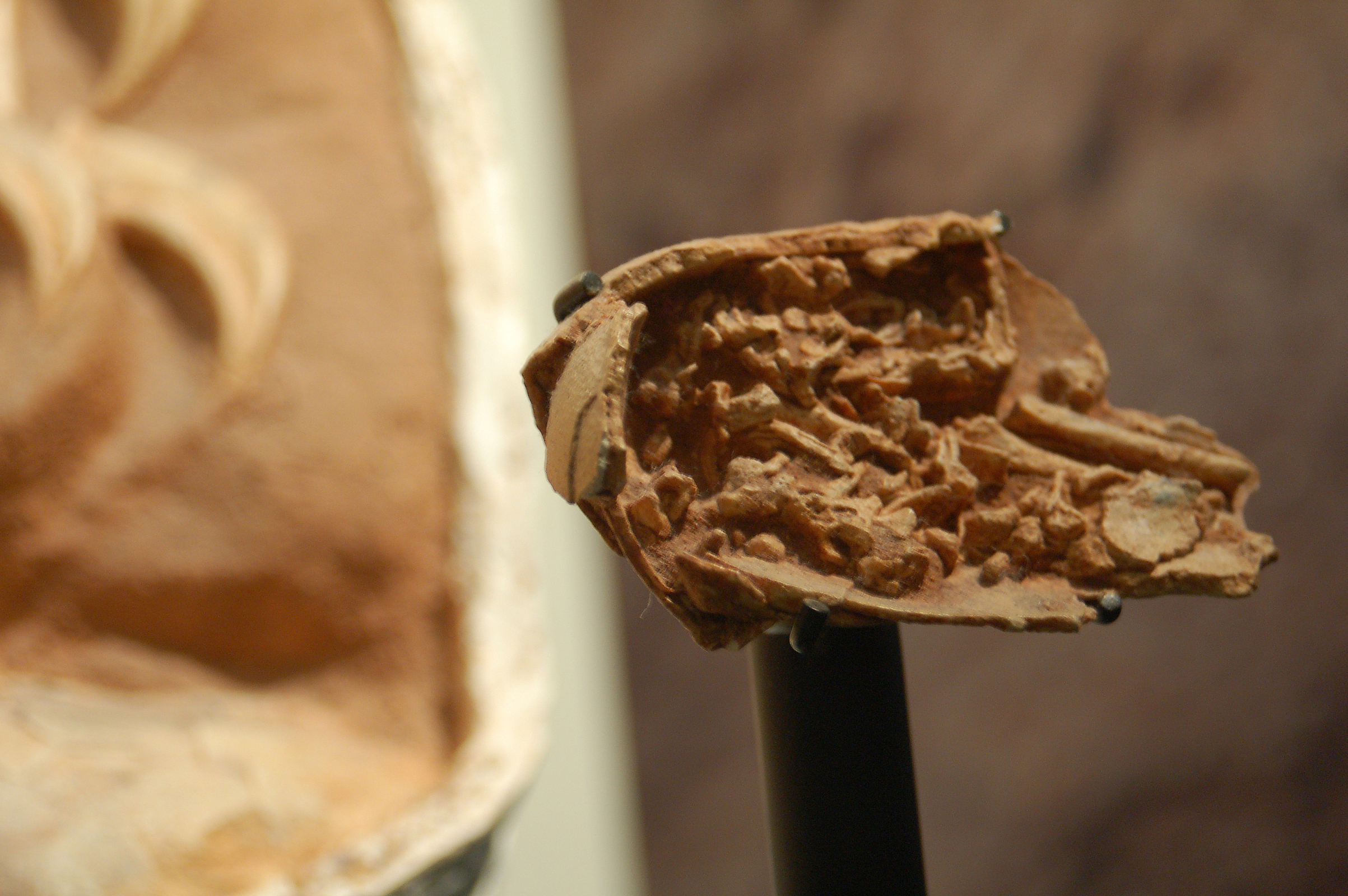
Embrione fossile attribuito a Citipati

### L'errore dei “ladri di uova”
Ironicamente, è stata l'associazione con le uova a suggerire il nome di oviraptoridi (che significa “ladri di uova”), poiché le prime uova note (appartenenti a Oviraptor) furono trovate in prossimità dei resti del dinosauro Protoceratops, e un cranio schiacciato di Oviraptor fu rinvenuto nel nido. Si pensò quindi che gli oviraptoridi predassero le uova dei ceratopsi. Questa convinzione venne discreditata nel 1993, quando un embrione di oviraptoride (in seguito attribuito a Citipati sulla base di caratteristiche del premascellare) fu scoperto all'interno di un uovo del tipo precedentemente assegnato a Protoceratops.

### Parassiti o prede?
All'interno di un nido di Citipati sono stati ritrovati due crani di dinosauri troodontidi molto giovani (o forse addirittura due embrioni) appartenenti al genere Byronosaurus; è possibile che questi minuscoli troodonti fossero prede di Citipati, ma è anche plausibile che questi Byronosaurus stessero razziando il nido di Citipati, o addirittura che un adulto di Byronosaurus avesse deposto le proprie uova in un nido di Citipati, in un modo molto simile ai cuculi attuali (parassitismo da nido).

## Significato del nome
Il nome Citipati deriva dal sanscrito citi (pira funeraria) e pati (signore). Nel folclore buddista tibetano, i citipati erano due monaci che vennero decapitati da un ladro mentre si trovavano in una trance meditativa. I citipati sono spesso raffigurati come un paio di scheletri danzanti circondati dalle fiamme; da qui l'applicazione del nome agli scheletri di oviraptoridi perfettamente conservati. La specie tipo, C. osmolskae, è stata denominata da Clark et al. in onore di Halszka Osmólska, una famosa paleontologa il cui lavoro è stato spesso in relazione con gli oviraptoridi e altri teropodi della Mongolia.